# Jacula (historieta)
Jacula fue una historieta vampírica erótica italiana creada colectivamente por el grupo Studio Gioliti; su primera edición fue en 1969. Se considera como uno de los cómics de vampiros más exitosos de la historia, que se publicó inicialmente por ErreGi —posteriormente Ediperiodici— hasta fines de 1982, con un total de 327 ediciones. Una serie de reimpresiones se realizó entre 1982 y 1984 con un total de 129 números.